# Браян Тамакас
Браян Тамакас (ісп. Bryan Tamacas, нар. 21 лютого 1995, Сан-Сальвадор) — сальвадорський футболіст, захисник клубу «Санта-Текла» та національної збірної Сальвадору.

## Клубна кар'єра
У дорослому футболі дебютував 2012 року виступами за команду другого дивізіону «Марте Сояпанго», в якій провів один сезон.
Своєю грою за цю команду привернув увагу представників тренерського штабу клубу ФАС, до складу якого приєднався 27 січня 2013 року. Відіграв за команду із Санта-Ани наступні півтора сезони своєї ігрової кар'єри.
До складу клубу «Санта-Текла» приєднався 2015 року. Відтоді встиг відіграти за команду із Санта-Текли 68 матчів в національному чемпіонаті.

## Виступи за збірні
2015 року залучався до складу молодіжної збірної Сальвадору. На молодіжному рівні зіграв у шести офіційних матчах.
1 червня 2016 року дебютував в офіційних матчах у складі національної збірної Сальвадору в товариському матчі проти збірної Вірменії (0:4).
У складі збірної був учасником розіграшу Золотого кубка КОНКАКАФ 2017 року у США, де зіграв у всіх чотирьох матчах збірної на турнірі.
Наразі[коли?] провів у формі головної команди країни 14 матчів.

## Досягнення
- Чемпіон Сальвадору: Клаусура 2015, Апертура 2016, Клаусура 2017